# NGC 3212
NGC 3212 (również PGC 30813 lub UGC 5643) – galaktyka spiralna z poprzeczką (SBb), znajdująca się w gwiazdozbiorze Smoka. Odkrył ją William Herschel 26 września 1802 roku. Prawdopodobnie oddziałuje grawitacyjnie z sąsiednią NGC 3215, obie te galaktyki stanowią obiekt Arp 181 w Atlasie Osobliwych Galaktyk Haltona Arpa.